# Manfred av Sicilien
Manfred, född 1232 i Venosa, död 26 februari 1266 i Benevento, var kung av Neapel och Sicilien.
Manfred var utomäktenskaplig, sedermera legitimerad, son till kejsar Fredrik II av Hohenstaufen och Bianca (dotter till en greve Lancia). 1250 erhöll han genom sin faders testamente furstendömet Tarent, förde styrelsen över de hohenstaufenska länderna i södra Italien till 1252, då hans halvbror Konrad IV övertog regeringen, och blev efter dennes död 1254 utsedd till regent. 
I kamp med påvestolen lyckades Manfred, till en del med bistånd av saracenerna i Luceria, återerövra såväl fastlandet som Sicilien och lät i augusti 1258 kröna sig i Palermo. Bannlyst av påven, hemsökte han 
dennes stater och intog 1260 hela Tuscien. Sedermera, 1263, gav påve Urban IV Manfreds land som påvligt län åt Karl av Anjou, och denne angrep 1266 hans rike. I kamp mot honom stupade Manfred i slaget vid Benevento. 
Manfreds änka, Helena Angelina Doukaina, dotter till Michael II Komnenos Doukas, blev på flykten tillsammans med sin dotter gripen i Trani och dog i fängelse; dottern Beatrice befriades 1283 av den sicilianske amiralen Roger da Loria. Manfreds dotter i första giftet, med Beatrice av Savojen, Konstantia, var gift med Peter III av Aragonien.